# Авілова печера
Авілова печера (рос. Авилова пещера) — печера, яка розташована на Авілових горах на півночі міста Біла Калитва в Ростовській області.

## Географія
Авілові гори являють собою частину Донецького кряжу. Гори розташовані на березі річки Калитви. З боку річки закінчуються гори стрімкою скелею, а біля вершини скель розташована Авілова печера.

## Історія
Свою назву Авілова печера отримала по імені старця Авіла, який раніше жив у Ригінській печері, потім переселився в Авіловську печеру і там жив протягом 20 років. Цей чоловік прославився тим, що за переказами, пророкував майбутнє, багато місцевих жителів зверталися до нього за порадами. За часів Петра I в цій місцевості сталася повінь, під час якого старця Авілу забрали з печери. Про його подальшу долю мало що відомо.
У цьому місці існує таємний підземний хід, який був завалений піском. Хід йде від Авиловых гір до Введенського храму, який розташований в Калитві. Історія виникнення ходу не відома.
Згадки про Авілові гори є в досить давніх письмових джерелах. Вони позначені як гори, які розташовані з лівої сторони Дону і відрізняються достатньою висотою. В той час вони вже носили назву Авілових. В горах, згідно з джерелами, були зроблені поглиблення, печери, які могли бути розцінені як ознаки жител. В околицях цих об'єктів можна знайти різні монети і глиняні черепки. Більшість печер було зруйновано камнеломами.
Для того, щоб потрапити до печери, необхідно піти по вузькій обривистій стежці. Вхід в печеру закриває чагарник. За чагарником ховається печера невеликих розмірів, витесана вручну за допомогою залізного інструменту.